# Edward River
L'Edward River est une rivière dans le sud-ouest de la Riverina, une région de Nouvelle-Galles du Sud, en Australie. La rivière est une anabranche du fleuve Murray.

## Géographie
La rivière commence à Pic-Nic Point, en raison du goulet d'étranglement créé par la faille de Cadell, s'oriente vers le nord-ouest, traverse la red gum forest avant d'atteindre Deniliquin. D'une longueur de 383 km, elle rejoint ensuite la rivière Wakool avant de réintégrer le Murray à Barham.